# 邢峙
邢峙（けい じ、生没年不詳）は、中国の北斉の儒学者・官僚。字は士峻。本貫は河間郡鄚県。

## 経歴
若くして学問を好み、古典を愛好し、河北に遊学して、『周礼』・『儀礼』・『礼記』・『春秋左氏伝』に通じた。三礼は李鉉の学問を伝授され、『左伝』は服虔の注釈を精細に会得したものという。天保初年、郡に孝廉に挙げられ、四門博士に任じられた。国子助教に転じ、皇太子高殷に経書を教授した。料理人が太子に食を進めるにあたって、邢峙は菜の中に「邪蒿」があるといって、これを取り除くよう命じた。邢峙は「この菜には不正の名があり、殿下が食べてよいものではありません」といった。文宣帝はこれを聞いて邢峙を称賛し、寝具と絹糸を賜り、国子博士に任じた。皇建初年、邢峙は清河郡太守に任じられ、善政で知られた。老病を理由に帰郷し、家で死去した。

## 伝記資料
- 『北斉書』巻44 列伝第36
- 『北史』巻81 列伝第69